# Praealbunea
Praealbunea is een geslacht van uitgestorven kreeftachtigen uit de klasse van de Malacostraca (hogere kreeftachtigen).

## Soort
- Praealbunea rickorum Fraaije, 2002 †